# Salli
Salli (in armeno Սալլի?) è un comune di 235 abitanti (2001) della Provincia di Vayots Dzor in Armenia.